# Herminia Severini
Herminia Severini (Correa, 1926 - † Rosario, 19 de septiembre de 2014) fue una activista argentina por los derechos humanos y fundadora de la agrupación Madres de la Plaza 25 de Mayo de Rosario.

## Breve reseña
Hija de inmigrantes italianos era la penúltima de 16 hermanos y tuvo una infancia muy dura.
Fue enfermera y madre de dos hijos: Daniel y Adriana María Bianchi, secuestrada-desaparecida el 4 de enero de 1977. Adriana, era profesora de inglés y estudiaba Sistemas en la Universidad Tecnológica Nacional de Rosario. Fue secuestrada en el centro de Santa Fe, junto con José Pablo Ventura, de la conducción de la Juventud Universitaria Peronista, y María Josefina Mujica, también desaparecidos.
A partir de la desaparición de su hija empezó su búsqueda y a su vez su activismo social y crítico.

## Cita
"Estamos luchando, seguimos luchando y seguiremos. Yo pienso que mientras hay vida hay lucha. Estoy, y voy a estar toda la vida, porque el pañuelo blanco y el título de madre de desaparecidos, que nos dieron los militares, creo que no me lo puede sacar nadie, está grabado a fuego".''

## Homenaje
En 2010 fue homenajeada en el documental "Herminia, la vida de una Madre”, que se estrenó en el Centro Cultural La Toma de Rosario. A su muerte la Secretaría de DDHH de la Nación expresó su pesar.